# Америчка превара
Америчка превара (енгл. American Hustle) амерички je драма филм са елементима црне комедије из 2013. године у режији Дејвида О. Расела. Сценарио потписују Ерик Ворен Синџер и О. Расел, док су продуценти филма Чарлс Ровен, Ричард Сакли, Меган Елисон и Џонатан Гордон. Музику је компоновао Дени Елфман. Први назив филма био је Америчко срање (American Bullshit).
У филму је представљена ансамблска подела улога које тумаче Кристијан Бејл, Бредли Купер, Ејми Адамс, Џереми Ренер и Џенифер Лоренс, док су у осталим улогама Луј Си Кеј, Џек Хјустон, Мајкл Пења, Шеј Вигам, Алесандро Нивола, Елизабет Ром и Пол Херман. Светска премијера филма је била одржана 13. децембара 2013. у Сједињеним Америчким Државама.
Буџет филма је износио 40 милиона долара, а зарада од филма је 251,2 милиона долара.
Филм је добио десет номинација за BAFTA награду укључујући награду за најбољи филм, најбољу режију, најбољег глумца у главној улози, најбољу глумицу у главној улози, најбољег глумца у споредној улози, најбољу глумицу у споредној улози и најбољи оригинални сценарио.
Такође, добио је седам номинација за Златни глобус — најбољи играни филм (мјузикл или комедија), најбољег редитеља, најбољег главног глумца у играном филму (мјузикл или комедија), најбољу главну глумицу у играном филму (мјузикл или комедија), најбољег споредног глумца у играном филму, најбољу споредну глумицу у играном филму и најбољи сценарио.
Филм је добио и десет номинација за Оскара укључујући награду за најбољи филм (Ровен, Сакли, Елисон, Гордон), најбољег режисера (О. Расел), најбољег глумца у главној улози (Бејл), најбољу глумицу у главној улози (Адамс), најбољег глумца у споредној улози (Купер), најбољу глумицу у споредној улози (Лоренс) и најбољи оригинални сценарио (Ворен Синџер, О. Расел).

## Радња
Радња филма смештена је у заводљиво време, време које је потресао један од највећих скандала у америчкој нацији. Филм Америчка превара говори о „човеку од поверења“, Ирвингу Розенфелду (Кристијан Бејл), који је заједно са својим лукавим партнером Британцем (Џереми Ренер) и љубавницом (Ејми Адамс) присиљен да ради за бившег ФБИ агента, Ричија Димаза (Бредли Купер). Димазо их уводи у свет богатих брокера и мафијаша, свет страшан и суров, колико и очаравајући. У замршеним односима, Ирвингова непредвидива жена (Џенифер Лоренс) могла би да буде особа која ће повући конце и све срушити. Америчка превара је филм који је дефиниција свог жанра, базиран на сировим емоцијама и улозима на живот и смрт.

## Улоге
| Глумац         | Улога             |
| -------------- | ----------------- |
| Кристијан Бејл | Ирвинг Розенфелд  |
| Бредли Купер   | Ричи Димазо       |
| Ејми Адамс     | Сидни Просер      |
| Џенифер Лоренс | Розалин Розенфелд |
| Џереми Ренер   | Кармин Полито     |
| Саид Тагмауи   | Ирвингов шеик     |
| Шеј Вигам      | Карл Елвеј        |